# John Jacob Lavranos
John Jacob Lavranos  (Corfú, Grecia, 29 de marzo de 1926-Portugal, 1 de febrero de 2018) fue un corredor de seguros y botánico sudafricano nacido en Grecia.

## Algunas publicaciones
- Lavranos, JJ. Pachypodium makayense: A New Species From Madagascar. Cactua and Succulent Journal 76 (2) 85-88
- Rapanarivo, SHJV, Lavranos, JJ, Leeuwenberg, AJM, Röösli, W. Pachypodium (Apocynaceae): Taxonomy, habitats & cultivation of the genus Pachyypodium,
- Rapanarivo, SHJV, JJ Lavranos. The habitats of Pachyppodium species

- La abreviatura «Lavranos» se emplea para indicar a John Jacob Lavranos como autoridad en la descripción y clasificación científica de los vegetales.[2]